# Кронверкский проспект
Кро́нверкский проспе́кт — проспект в Петроградском районе Санкт-Петербурга. Проходит от Троицкой площади до Мытнинской и Кронверкской набережных. Полукругом огибает кронверк Петропавловской крепости и Александровский парк.

## История

### Эспланада Петропавловской крепости
С северной части Петропавловской крепости, заложенной 16 мая 1703 года, находилось открытое пространство — эспланада, которая имела ширину в 300 саженей. Она была устроена согласно требованиям фортификационной науки того времени. Застройка могла вестись только за её пределами и только с одной стороны с тем, чтобы здания не закрывали свободного пространства, просматриваемого со стороны крепости. По внешней границе эспланады со временем появились небольшие одноэтажные дома, покрытые тёсом с дёрном, в них жили рабочие-строители.
Для защиты крепости в 1706 году Пётр I отдал распоряжение построить с её северной части Кронверк, и укрепление, имевшее в плане зубчатую форму, было возведено в 1707 году на берегу протоки, разделявшей два острова — Заячий и Городской. Протока получила название Кронверкской, с северной стороны был вырыт ров, соединяющийся с протокой, вдоль рва возвели оборонительные укрепления — валы из земли.

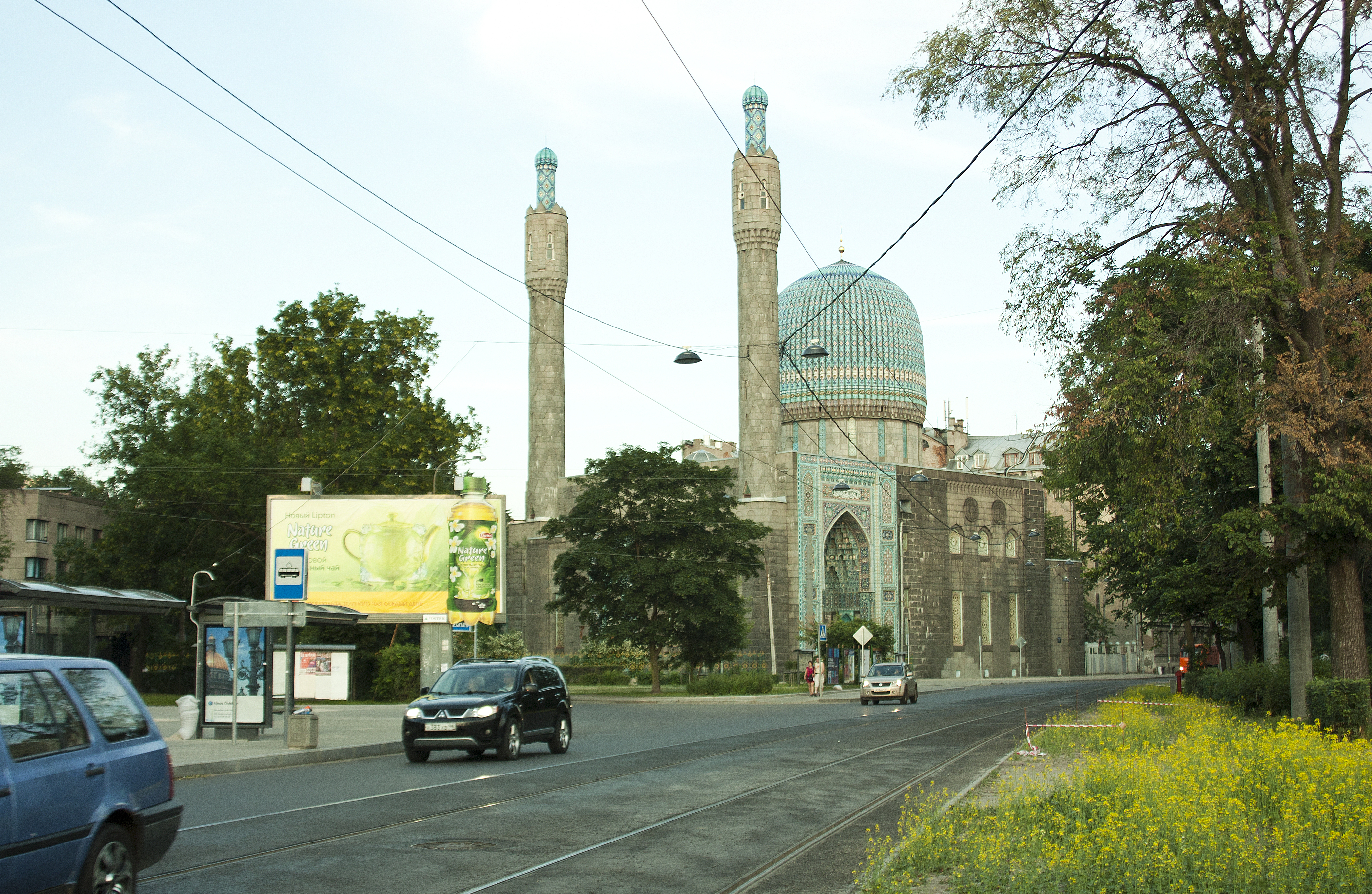
Соборная мечеть. На этом месте был пустырь, где проводились конные ярмарки

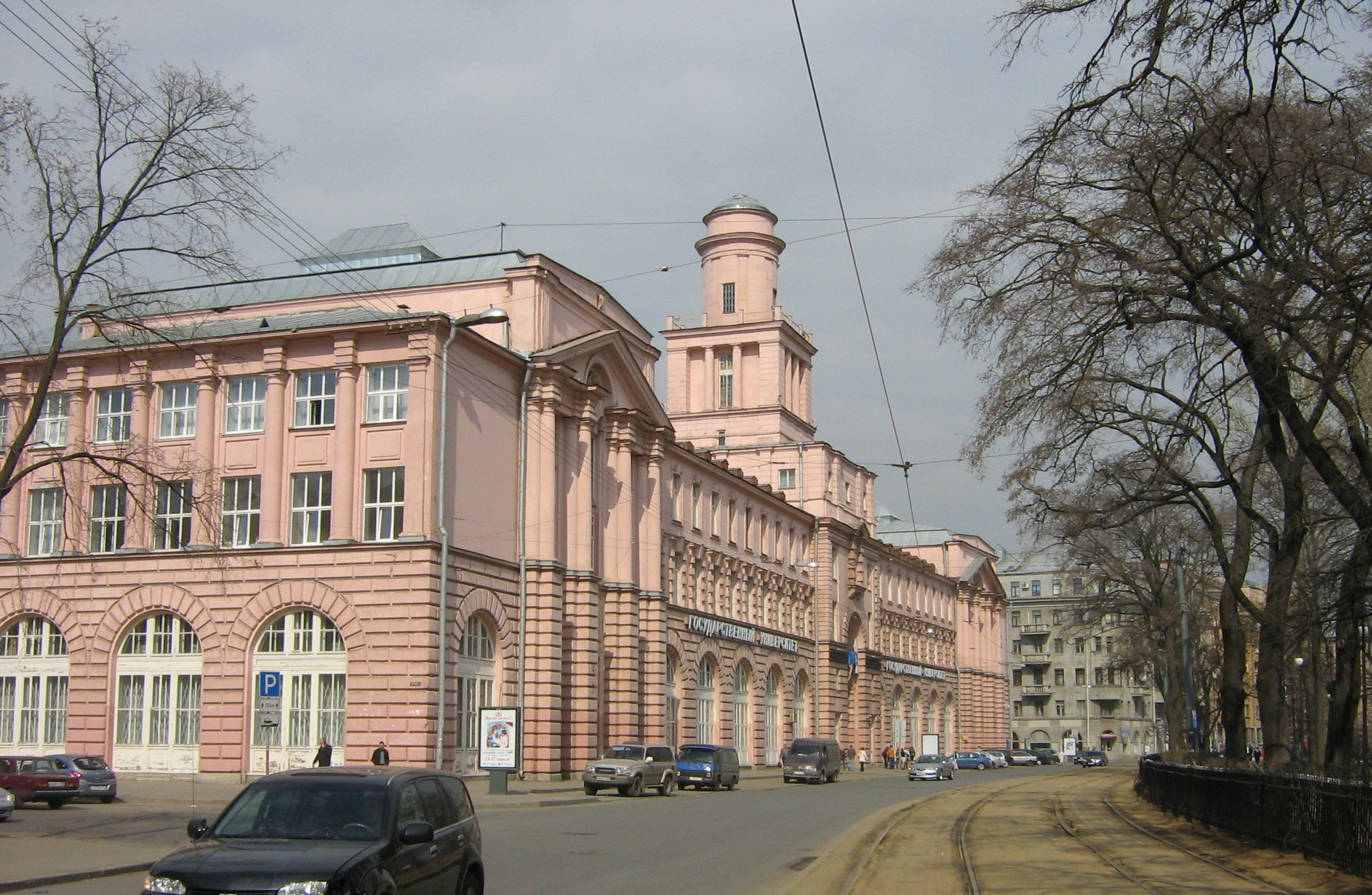
Кронверкский проспект у Саблинской улицы. Слева Дом городских учреждений (Университет ИТМО, д.49); справа Александровский парк

Дорога, идущая вдоль Кронверка, имела форму полукольца. Подавляющее большинство застройки составляли дома в два этажа из дерева на каменных фундаментах. В начале XIX века проспект представлял собой два участка: отрезок от Большой Дворянской улицы (современной ул. Куйбышева) до Каменноостровского проспекта занимала Конная улица, так как здесь располагалась площадка Сытного рынка, на которой торговали лошадьми. Остальная часть будущего Кронверкского проспекта до Мытнинской набережной в разное время называлась по-разному: Дорога около эспланады, Дорога у кронверка, Улица на эспланаде. В первой половине XIX века на эспланаде устраивались гуляния (её ещё называли «Гульбищем для конных и пеших»).

### Формирование проспекта
В 1840-х годах в связи с утратой Петропавловской крепостью своего оборонительного значения на месте эспланады по указу Николая I был устроен первый общественный парк в этом районе — Александровский, названный в честь Александра Невского, так как был открыт 30 августа, в день его памяти. Площадь парка составляла 22 гектара, он начинался от Троицкой площади и шёл широкой полосой до Мытнинской набережной. Александровский парк стал популярным местом отдыха городского населения.
Впервые название Кронверкского проспекта появилось на плане Петербургской городской управы в 1838 году, но новое наименование улицы прижилось не сразу. Оба участка дороги около эспланады в 1845 году были объединены в Кронверкский проспект.
В 1851 году в восточной части Александровского парка была выделена земля для завода искусственных минеральных вод, который работал вплоть до революции 1917 года. В 1865 году в парке открылся зоологический сад, он занял приблизительно три гектара парка. Кроме вольеров с животными на его территории работали ночной ресторан и эстрадный театр. В 1876 году рядом с заводом минеральных вод был устроен питомник саженцев деревьев. В 1902 году питомник перенесли в другое место, и здесь в 1902—1905 годах было возведено здание первого в России Ортопедического института (архитектор Р. Ф. Мельцер).
В 1898 году городская управа вынесла решение об отводе трёх гектар в центре Александровского парка для Народного дома и устройства сада около него. Народный дом Николая II (в настоящее время адрес Александровский парк, д. 4) был построен в 1899—1901 годах.
С вводом в эксплуатацию Троицкого моста (1903) в парке устроили просеку, соединяющую его с Каменноостровским проспектом. С развитием транспортного сообщения в районе началось активное строительство, цены на земельные участки резко возросли, бо́льшая часть зданий на проспекте была возведена в начале XX века.

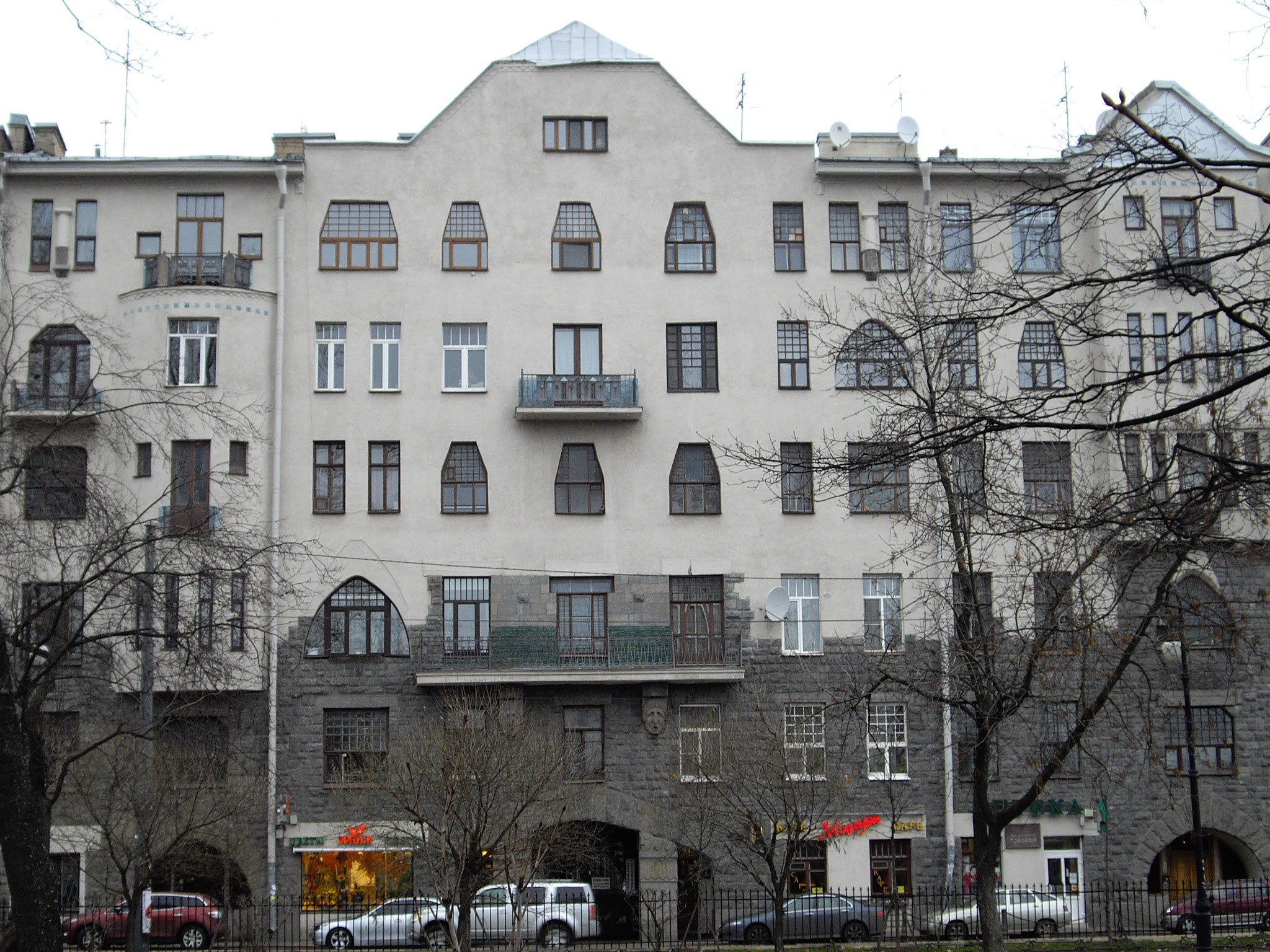
Кронверкский пр., 23 с мемориальной доской А. М. Горькому

В 1932 году в ознаменование 40-летия литературной деятельности А. М. Горького магистраль переименовали в проспект Максима Горького (писатель жил в доме № 23 по этому проспекту с 1914 по 1921 год).
4 октября 1991 года в рамках десоветизации проспекту было возвращено прежнее историческое название Кронверкский.

### Коммуникации, транспорт
До 1875 года, когда к району подвели водопровод, жители брали воду в колодцах или покупали невскую воду, которую развозили в бочках.
В 1870-х годах Петербургская сторона была связана с другими районами города конной железной дорогой, которая была проложена по проспекту. Однако конки, которая ходила редко явно не хватало для перевозки всех желающих, её вагончики были постоянно переполнены. В шутку пассажиров конной железной дороги называли «40 мучеников», так как именно столько человек вмещали вагончики.
Ситуация с транспортом улучшилась в связи с вводом в строй Троицкого моста, по которому в 1908 году прошла первая трамвайная линия, пересекавшая Кронверкский проспект и по Каменноостровскому проспекту продолжавшаяся до Новой Деревни. По Кронверкскому трамваи стали ходить с 1914 года: с него они поворачивали на Введенскую улицу и Александровский проспект.

## Транспорт
Кронверкский проспект — одна из важных магистралей Петроградского района. Движение по проспекту одностороннее, в направлении от улицы Куйбышева к Мытнинской набережной.
Вблизи начала проспекта, у его пересечения с Каменноостровским проспектом, расположена станция метро «Горьковская». В пределах пешеходной доступности от конечного участка Кронверкского проспекта находится станция метро «Спортивная».
В обоих направлениях по проспекту следуют трамваи № 6, 40.
В 2011 году проведён капитальный ремонт дорожного покрытия с заменой трамвайных рельсов и оборудованием пешеходных переходов.

## Здания и достопримечательности

### От Троицкой площади до Каменноостровского проспекта

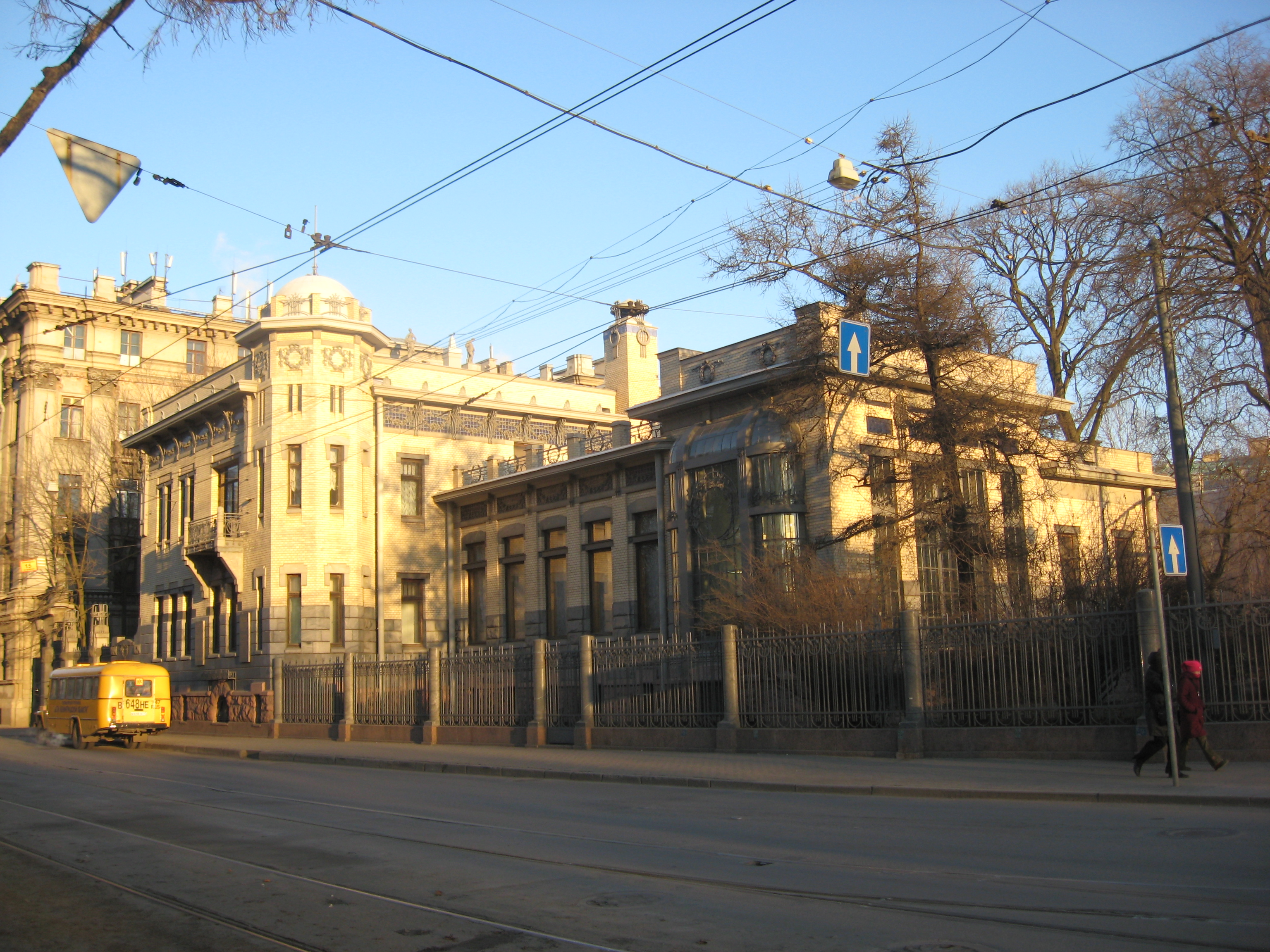
Особняк Кшесинской

- Дом № 1 / ул. Куйбышева, дом 2  781510364010006 — Особняк Кшесинской, памятник архитектуры модерна, один из лучших образцов этого стиля[13]. Построен в 1904—1906 годах архитектором А. И. фон Гогеном для балерины Матильды Кшесинской. При реконструкции в 1957 году по проекту арх. Н. Н. Надёжина соединён новым корпусом с соседним зданием по ул. Куйбышева — бывшим особняком В. Э. Брандта (1909—1910, арх. Р.-Ф. Мельцер). С 1957 по 1991 год — музей Революции, с 1991 года — Музей политической истории России.
- Дом № 5  781811314770005 — Дом Второго Каменноостровского товарищества устройства постоянных квартир с кирпичной оградой и скульптурами львов, 1913—1915, по проекту гражданского инженера А. И. Клейна[14]. В здании расположен один из корпусов Санкт-Петербургского государственного морского технического университета.
- Дом № 7  781510312970005 — Санкт-Петербургская соборная мечеть. Построена в 1909—1920 годах на средства эмира Бухарского Сеид-Абдул-Ахат-хана, татарских предпринимателей и др. по проекту Н. В. Васильева при участии С. С. Кричинского и А. И. фон Гогена.

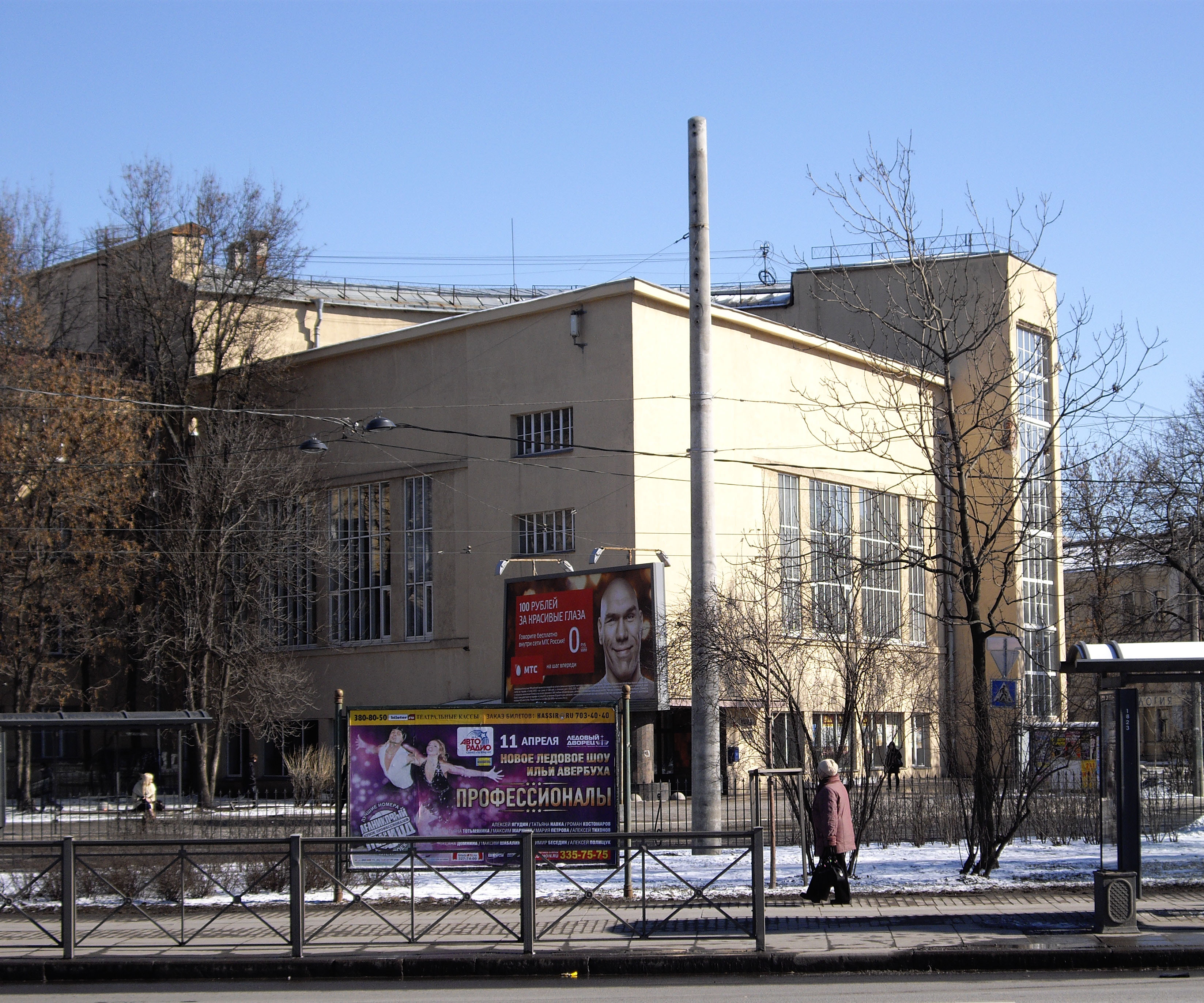
Бывший Институт сигнализации и связи (Кронверкский, 9)

- Дом № 9 / Конный переулок, 2 / Крестьянский переулок, 1 памятник архитектуры (вновь выявленный объект)[15] — бывшее здание Института сигнализации и связи, впоследствии факультета Академии железнодорожного транспорта имени т. Сталина, с 1950-х годов, после внутренней перестройки и расширения, используется как студенческое общежитие Строительного факультета ЛИИЖТ (ныне ПГУПС)[16] — памятник конструктивизма (1932, арх. Г. А. Симонов и П. В. Абросимов). В плане образует силуэт серпа и молота. До Октябрьской революции этот участок и соседние с ним принадлежали частным владельцам. На участке д. 11 в 1908 году было построено деревянное здание электротеатра «Колизей», по проекту архитектора Я. Г. Гевирца. Проработав всего один сезон, «Колизей» закрылся. Уже через год, в сентябре 1909 года, здесь же заработал «Новый цирк» под директорством И. Дукандера, впоследствии переименованный в 1911 году в цирк «Модерн» (был перестроен или реконструирован по проекту гражданского инженера Н. Ф. Романченко). Одно время в здании располагалась площадка для катаний на роликовых коньках, т. н. «скейтинг-ринг»[17]. В этом здании в 1917—1918 гг. проходили многолюдные митинги, на одном из которых в июне 1917 года выступал В. И. Ленин. Цирк сгорел в 1919 году. Ныне к существующему зданию общежития примыкает здание спортивного комплекса ПГУПС (Кронверкский пр., дом 9б, 1980—1986, арх. С. И. Трофименков и др.), выходящее фасадами на Конный переулок и Малую Посадскую улицу.
- Дом № 13 / Крестьянский переулок, 2 — 1879, эклектика, арх. А. К. Серебряков.
- Дом № 15 / Каменноостровский проспект, 1—3 / Малая Посадская ул., 5  памятник архитектуры (региональный) — Доходный дом Лидваль. Дом И. Б. (Иды-Амалии) Лидваль (дом Лидвалей), 1899—1904, северный модерн, первая самостоятельная работа Ф. И. Лидваля (по заказу матери).

### От Каменноостровского проспекта до Введенской улицы
- Дом № 21 / Каменноостровский проспект, 2  памятник архитектуры (региональный) — 1949—1951, советский неоклассицизм, арх. О. И. Гурьев и В. М. Фромзель[18]. Треугольный участок на пересечении двух проспектов сформировался в 1830-х гг.. В начале XX века он перешёл к И. Б. Лидваль, матери Ф. И. Лидваля, но не получил новой представительной застройки. В 1930-х гг. здесь разбили сквер. В 1946 году территория была отведена под строительство жилого дома. Архитекторы использовали монументальные формы с пилястрами и гранитиным цоколем с обработкой под руст. Внутренняя отделка отличалась повышенным качеством. Проект получил вторую премию на всероссийском конкурсе лучших жилых и общественных зданий. В этом доме жили балетмейстер К. С. Сергеев, актёр П. П. Кадочников, председатель Ленгорисполкома (1976—1983) и Ленинградского обкома КПСС (1983—1985) Л. Н. Зайков, а также один из создателей этого дома архитектор О. И. Гурьев. Перед плавно изогнутым фасадом этого дома установлен памятник Максиму Горькому (1968 год, ск. В. В. Исаева и М. Р. Габе, арх. Е. А. Левинсон).

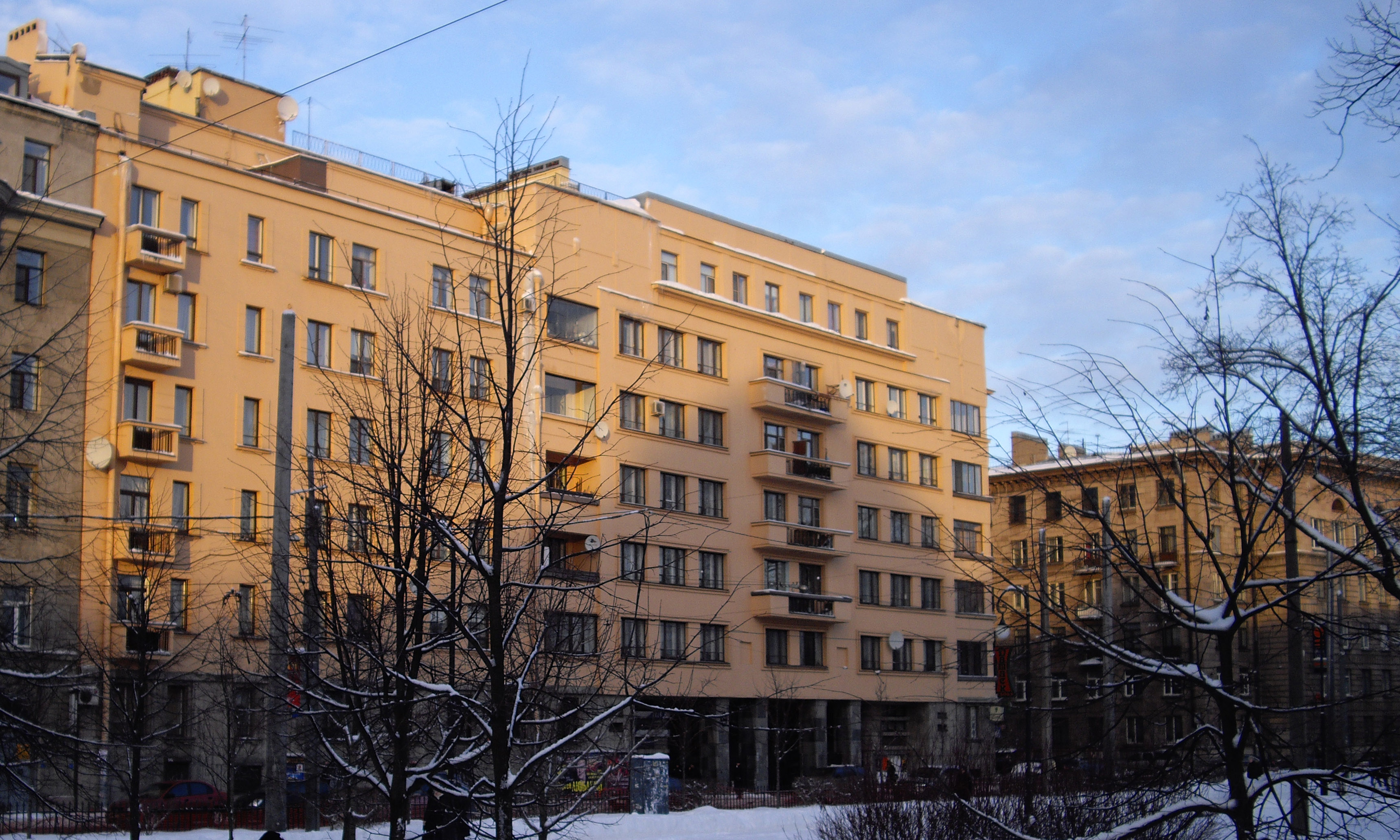
Дом 45 «Иностранный ударник»

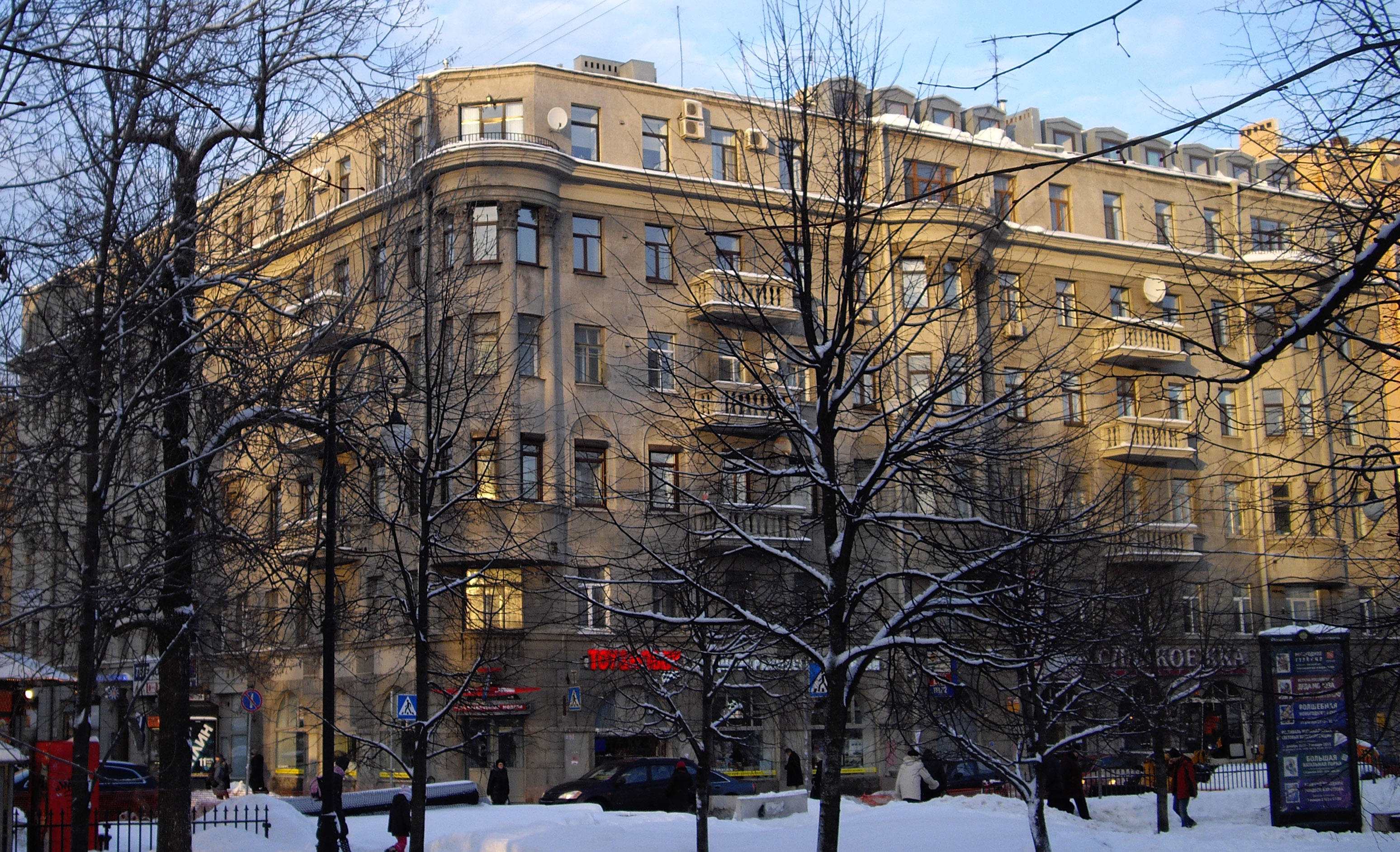
Дом 47/1

- Дом № 23  781510372210006 — доходный дом Е. К. Барсовой, жены сенатора Л. В. Барсова, яркий образец северного модерна, построен по проекту инженера Е. Л. Морозова в 1911—1912 годах[19]. В этом доме в 1914—1921 годах (до своей эмиграции) жили А. М. Горький с М. Ф. Андреевой; на фасаде имеется мемориальная доска (установлена в 1946, возобновлена в 1961 году, гранит, арх. М. Ф. Егоров[20]). Писатель поселился на последнем, шестом, этаже в квартире № 10 18 января 1914 года, осенью того же года дополнительно снял кв. № 9, где оборудовал кабинет, а зимой 1917 года переселился на 4-й этаж, заняв соседние квартиры № 5 и № 16. Здесь Горький занимался активной писательской и издательской деятельностью, в частности, здесь проводился отбор материалов для изданий «Всемирной литературы». В квартире Горького по его приглашению жили Герберт Уэллс с сыном во время их поездки в Россию в 1920 году. В этом же доме в 1922 году жил В. Ф. Ходасевич.
- Дом № 27 — доходный дом, модерн, арх. В. В. Шауб и В. Ф. Иванов.
- Дом № 31 — 1953, сталинский неоклассицизм.
- Дом № 33 — 1900, арх. Г. Г. фон Голи[21].
- Дом № 35—39 на углу с Кронверкской улицей — дом «Ленфильма», 1962 год. На барельефах надпись: «киностудия Ленфильм».

- Дом № 45 / Кронверкская улица, 2  7831371000 — Жилой дом специалистов «Иностранный ударник» (1935, конструктивизм, арх. В. О. Мунц и Л. Е. Асс).
- Дом № 47 / Сытнинская площадь, 1 — доходный дом, построен в 1912 году по проекту Никодима Александровича Никулина (включён существовавший дом).

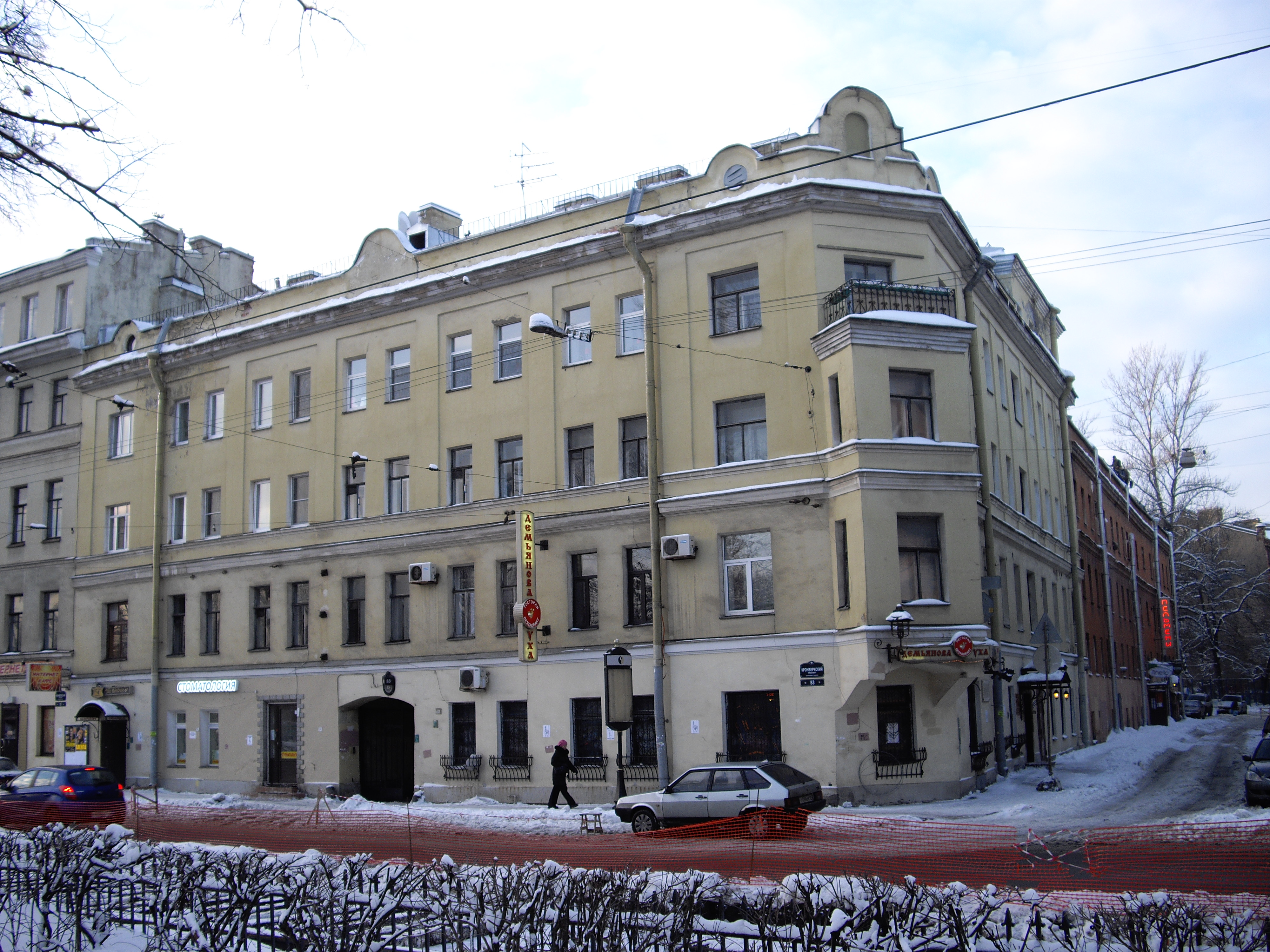
Дом 53/2

- Дом № 49  781710971760005 — бывший 2-й Дом городских учреждений[22] (1912—1913, неоклассицизм, арх. М. М. Перетяткович[23] при участии М. С. Лялевича), выделяющийся характерной башней с ротондой и куполом. В Доме размещались магазины, торговая палата, камера мирового судьи, аукционный зал, зал для заседаний. После Февральской революции до переезда в особняк Кшесинской находился Петроградский комитет РСДРП(б)[24]. После Октябрьской революции в правом крыле Дома находилась крупнейшая в Ленинграде биржа труда под руководством П. К. Медведева. В 1929 биржа прекратила существование и стала Сектором по регулированию организованного набора рабочей силы при облисполкоме.

Перед войной 1941—1945 большую часть здания занимала Высшая профсоюзная школа, после войны здание было отдано Ленинградскому институту точной механики и оптики (ЛИТМО), ныне Университет ИТМО. Примыкающий к этому зданию учебно-лабораторный корпус ЛИТМО по Саблинской улице построен в 1971 году. При постройке единый архитектурный ансамбль со зданием рынка был нарушен. На участке Сытнинской площади, сохранившемся после возведения этих двух зданий, расположен Сытный рынок — старейший в Санкт-Петербурге.
Новое здание было построено специально для института на территории второго Земского банка, где когда-то располагались конюшни. Строительство растянулось с 1937 по 1950. В качестве балок и межэтажных перекрытий вследствие дефицита строительных материалов были использованы старые трамвайные рельсы.
В 1989/90 учебном году в старом здании были обнаружены трещины, создающие угрозу сооружению. Обучение в здании приостановили.
- Дом № 51 / ул. Маркина, 1 — 1879, эклектика, арх. Н. Ф. Монтандр. В этом доме жил Димитр Благоев.
- Дом № 53 / ул. Маркина, 2 — 1876—1879, эклектика, арх. Н. Ф. Монтандр. В полуподвале находится популярный ресторан рыбной кухни «Демьянова уха».
- Дом № 55 / Введенская ул., 24 — жилой дом, построен по проекту П. О. Осипова в 1889, надстроен по проекту С. В. Баниге в 1900.

### От Введенской улицы до Мытнинской набережной
- Дом № 57 / Введенская ул., 21 — жилой комплекс «Дипломат», 2008, современный ретроспективизм.
- Дом № 59 — 1906, доходный дом Ведомства учреждений императрицы Марии, модерн, арх. В. П. Цейдлер.

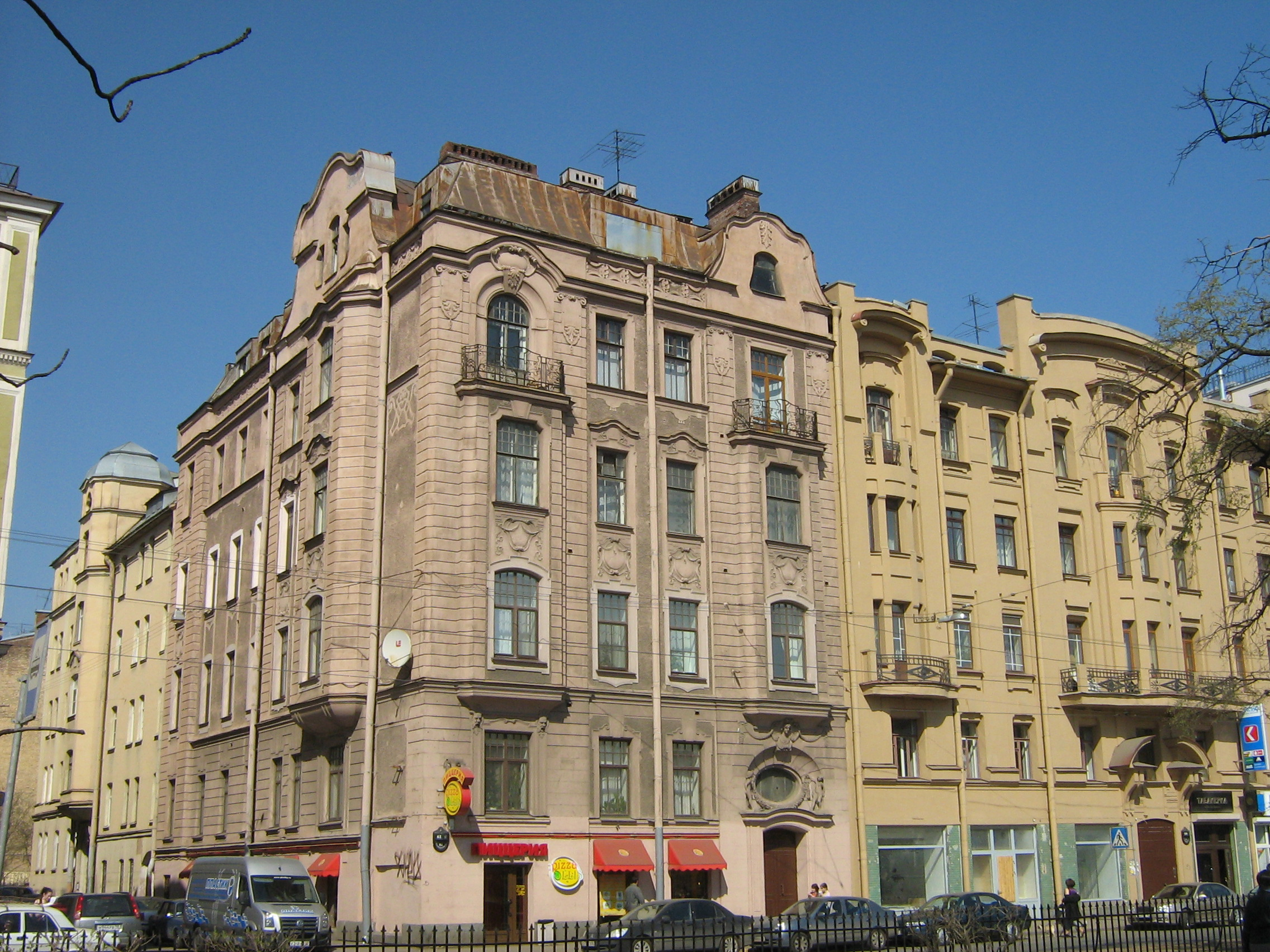
Кронверкский пр., 61 — бывший доходный дом архитектора Г. Г. фон Голи. Справа — дом 59 — бывший доходный дом Ведомства учреждений императрицы Марии

- Дом № 61 / ул. Лизы Чайкиной, 28  7831370000 — доходный дом архитектора Густава Г. фон Голи, построен по его собственному проекту в 1901—1902 годах[21]. Модерн с элементами необарокко. В асимметричной композиции лицевых фасадов выделяются картуш с женским скульптурным изображением и фигурки двух путти, держащих цветочную гирлянду. Сохранилась художественная отделка интерьеров парадных лестниц, в одной из квартир — витражи из цветного стекла. В доме проживали врач-терапевт академик Георгий Ланг, архитекторы Александр Гегелло и Михаил Дубинский, а также сам Голи с семьей[28]. В 1907—1917 годах в доме жил архитектор М. Х. Дубинский.
- Дом № 63 / ул. Лизы Чайкиной, 31 / Съезжинская ул., 40 — жилой дом XIX века, надстроен и расширен по проекту К. Т. Андрущенко в 1879 году, затем в 1887 году по проекту А. В. Иванова и ещё раз в 1912—1914 годах по проекту Л. Л. Фуфаевского.

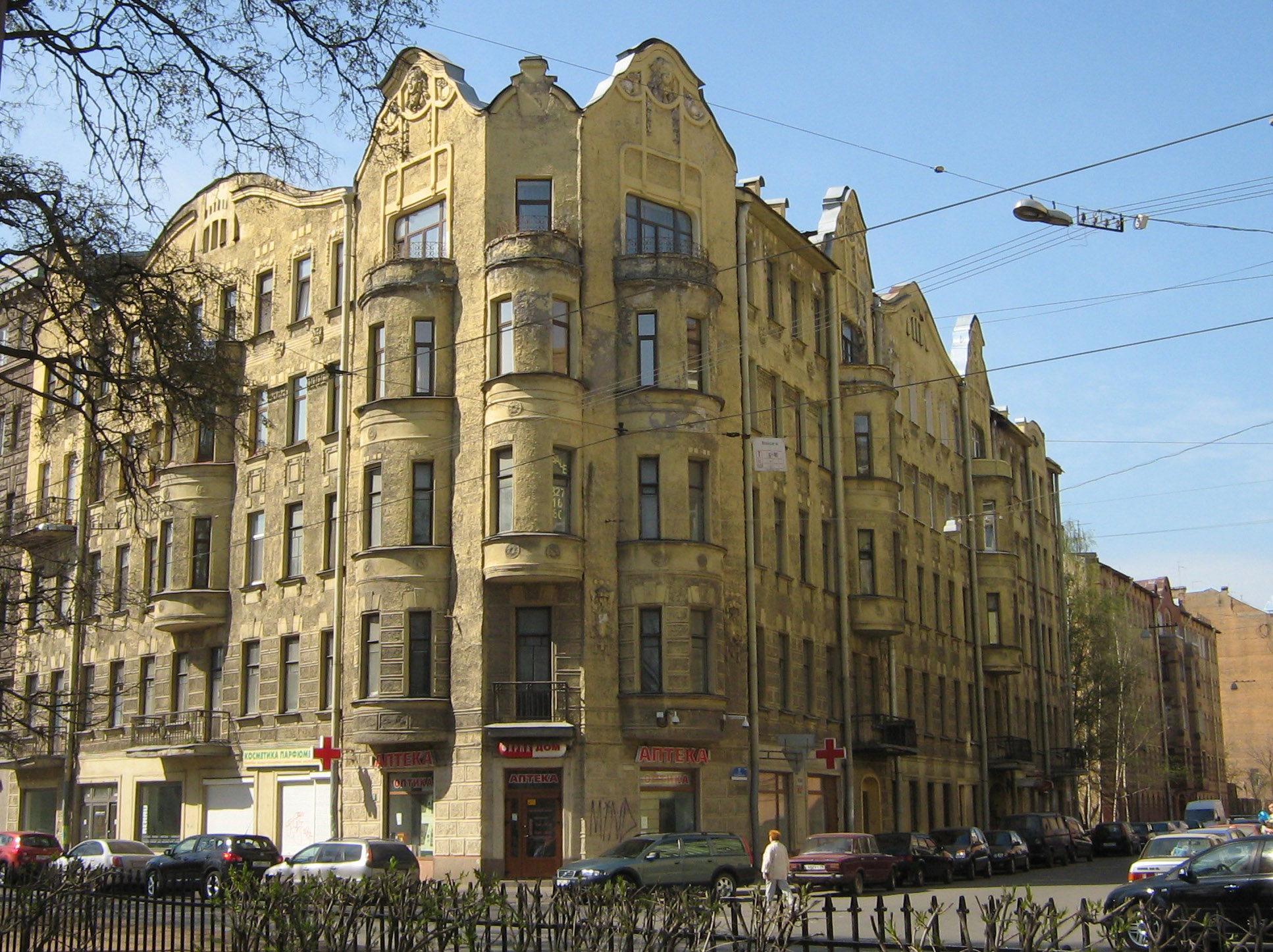
Кронверкский пр., 65 — бывший доходный дом архитектора П. М. Мульханова

- Дом № 65 / Съезжинская ул., 37 — доходный дом архитектора П. М. Мульханова, построен по его проекту в 1910 году в стиле модерн. В этом доме в кв. 14 жил поэт Александр Введенский.
- Дом № 65а — 1936, неоклассицизм, арх. Я. О. Рубанчик.
- (Дом № 65б) / Татарский пер., 1 — доходный дом И. В. Поспелова, 1909, модерн, арх. П. М. Мульханов.
- Дом № 67 / Татарский пер., 2 / Мытнинский пер., 13  7831372000 — Доходный дом А. Д. Дальберга и И. А. Кохендерфер, 1912—1913, модерн, по проекту А. Д. Дальберга и К. К. Кохендерфера. В этом доме в 1917 году жил Г. В. Плеханов.
- Дом № 69 / Мытнинский пер., 11 — доходный дом, эклектика, 1907, арх. В. А. Липский[29].
- Дом № 71 / Зверинская ул., 46 / Мытнинский пер., 9 — доходный дом, эклектика, построен по проекту М. А. Андреева в 1878 и 1882 годах, частично надстроен и расширен по проекту Зигфрида (Григория) Яковлевича Леви в 1911 году.
- Дом № 73 — жилой «сталинский» дом, 1948, арх. Н. М. Назарьин. Со стороны Зверинской улицы перед этим домом находится сквер, в котором в 2006 году был торжественно открыт памятник татарскому поэту Габдулле Тукаю — дар республики Татарстан Санкт-Петербургу. Выбор места для памятника связан с тем, что здесь первоначально находилась Татарская слобода Санкт-Петербурга.

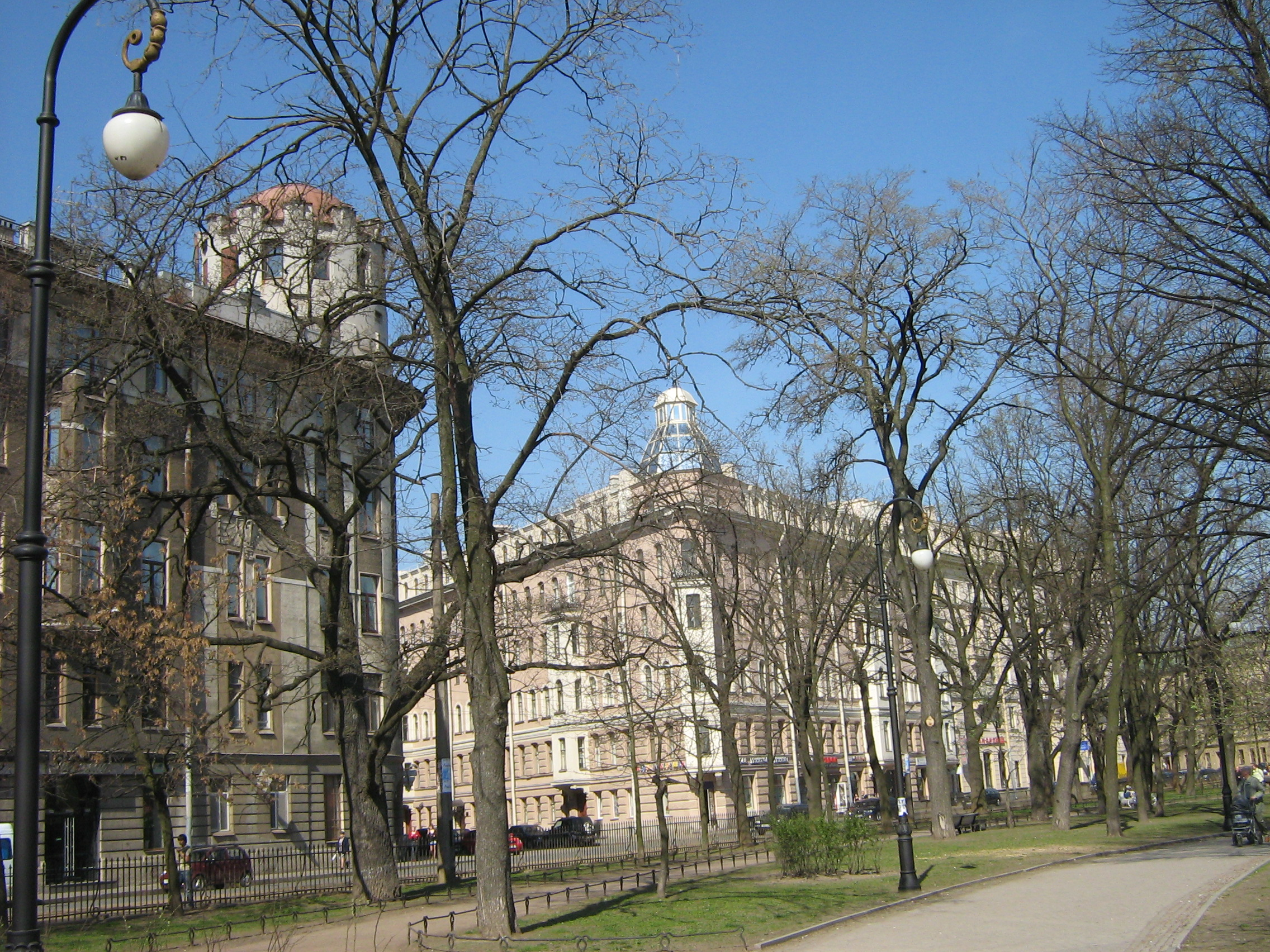
Кронверкский проспект, дома 77 (слева) и 75 (прямо), у начала улицы Блохина. Вид из Александровского парка

- Дом № 75 / ул. Блохина, 1 — доходный дом, модерн, арх. Н. А. Дрягин[30].
- Дом № 77 / ул. Блохина, 2  7831374000 — доходный дом Л. Л. Кенига, 1911—1912, арх. К. К. Шмидт[31]
- Дом № 79 / Проспект Добролюбова, 1  781710785260005 — доходный дом И. Е. Ритинга, модерн, арх. В. В. Шауб, 1899. В 1912—1919 гг. в этом доме жил геохимик и минералог А. Е. Ферсман.

### Детали декора

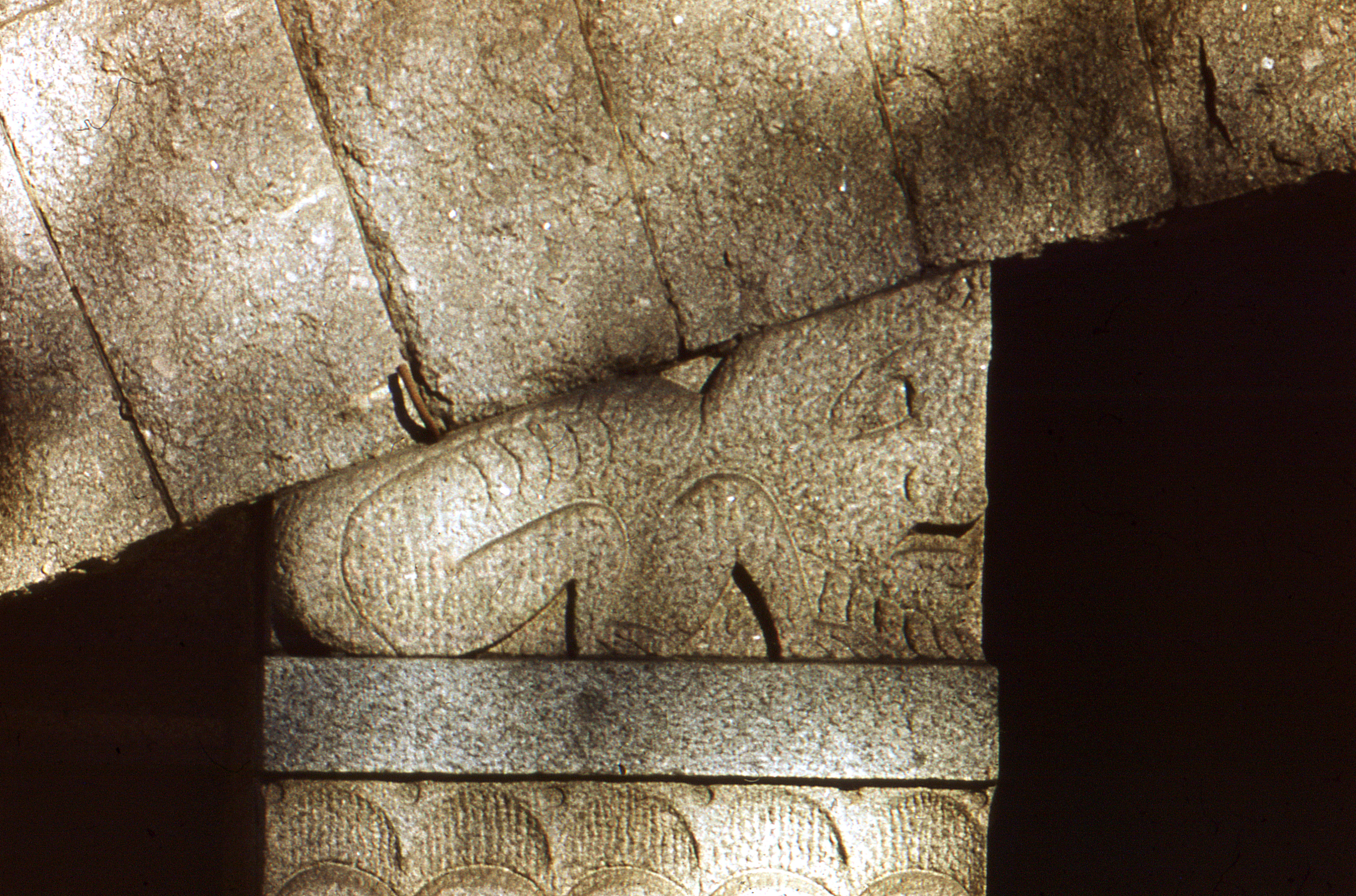
Кронверкский пр.23 деталь (2)
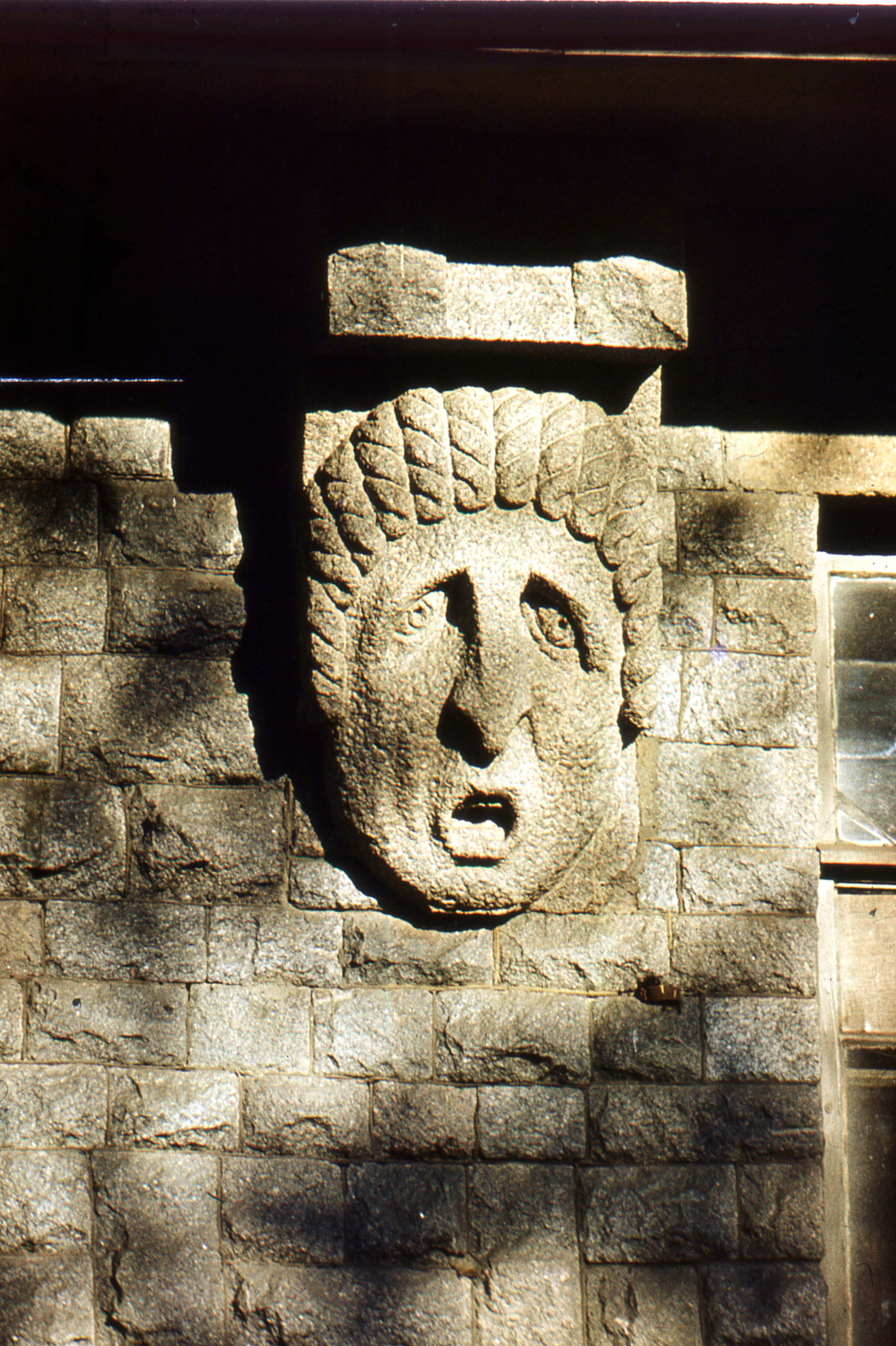
Кронверкский пр.23 деталь (1)
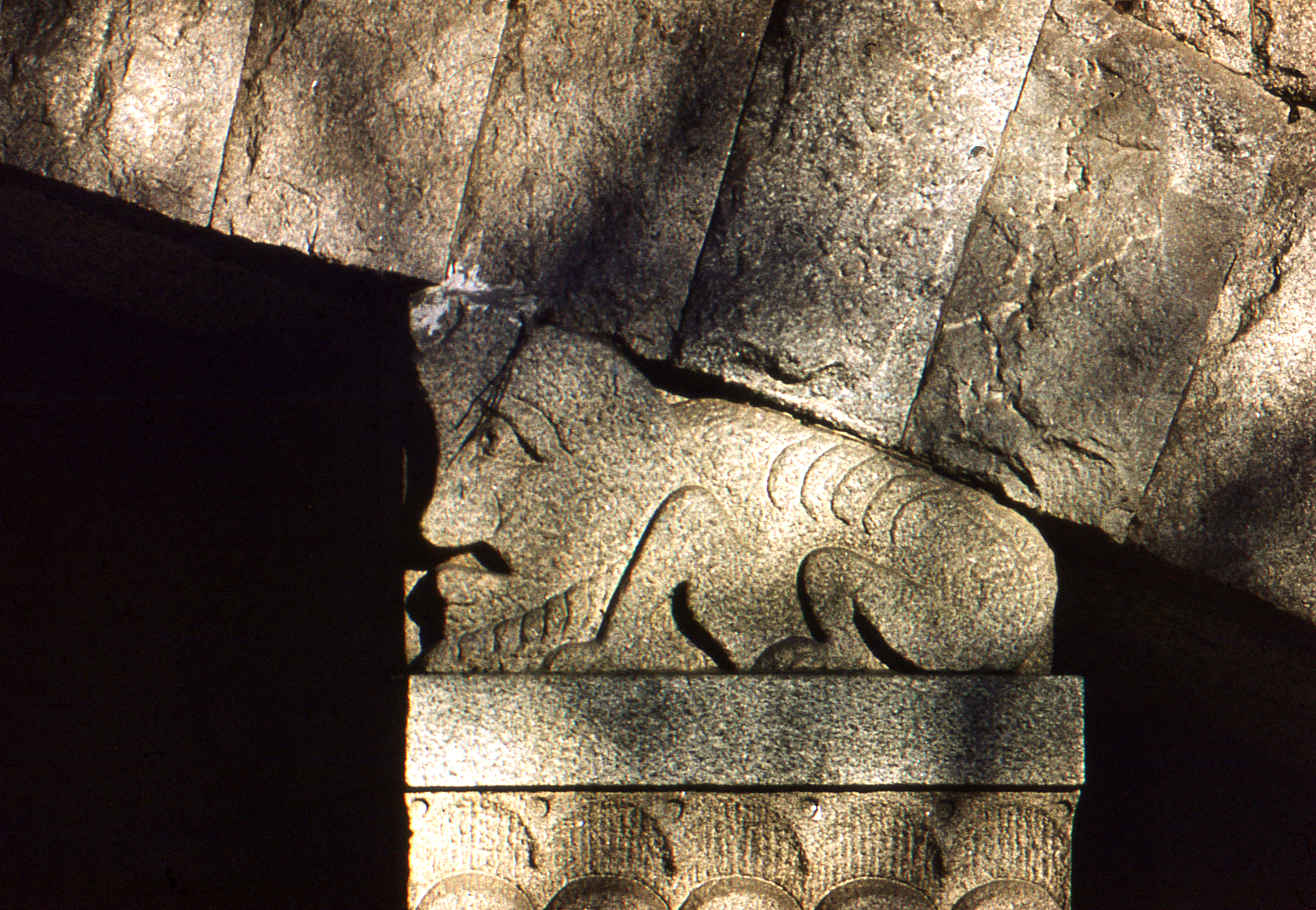
Кронверкский пр.23 деталь (3)
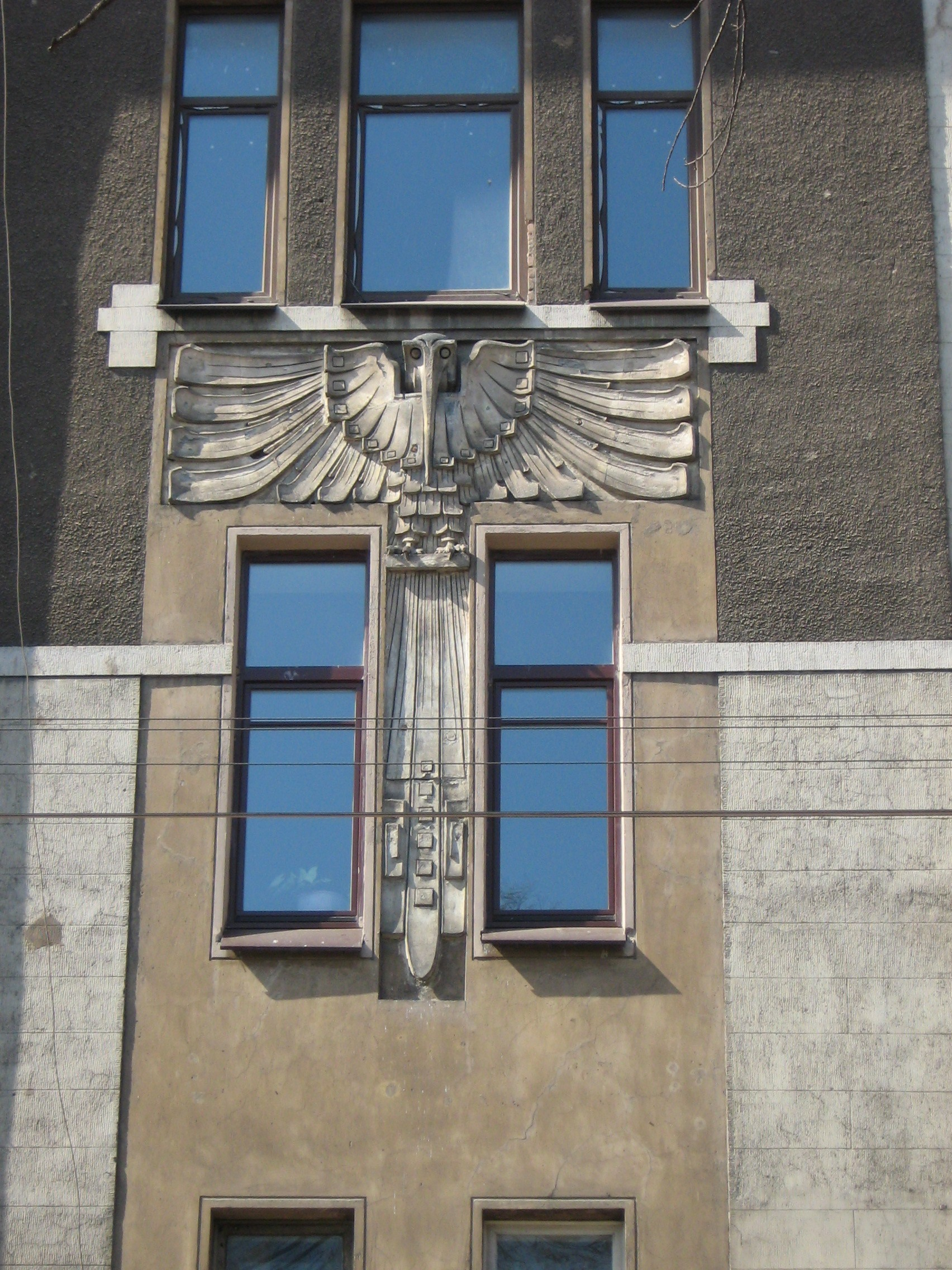
Деталь декора на фасаде дома 77

## Пересечения

памятник Габдулле Тукаю (угол Зверинской улицы и Кронверкского проспекта)

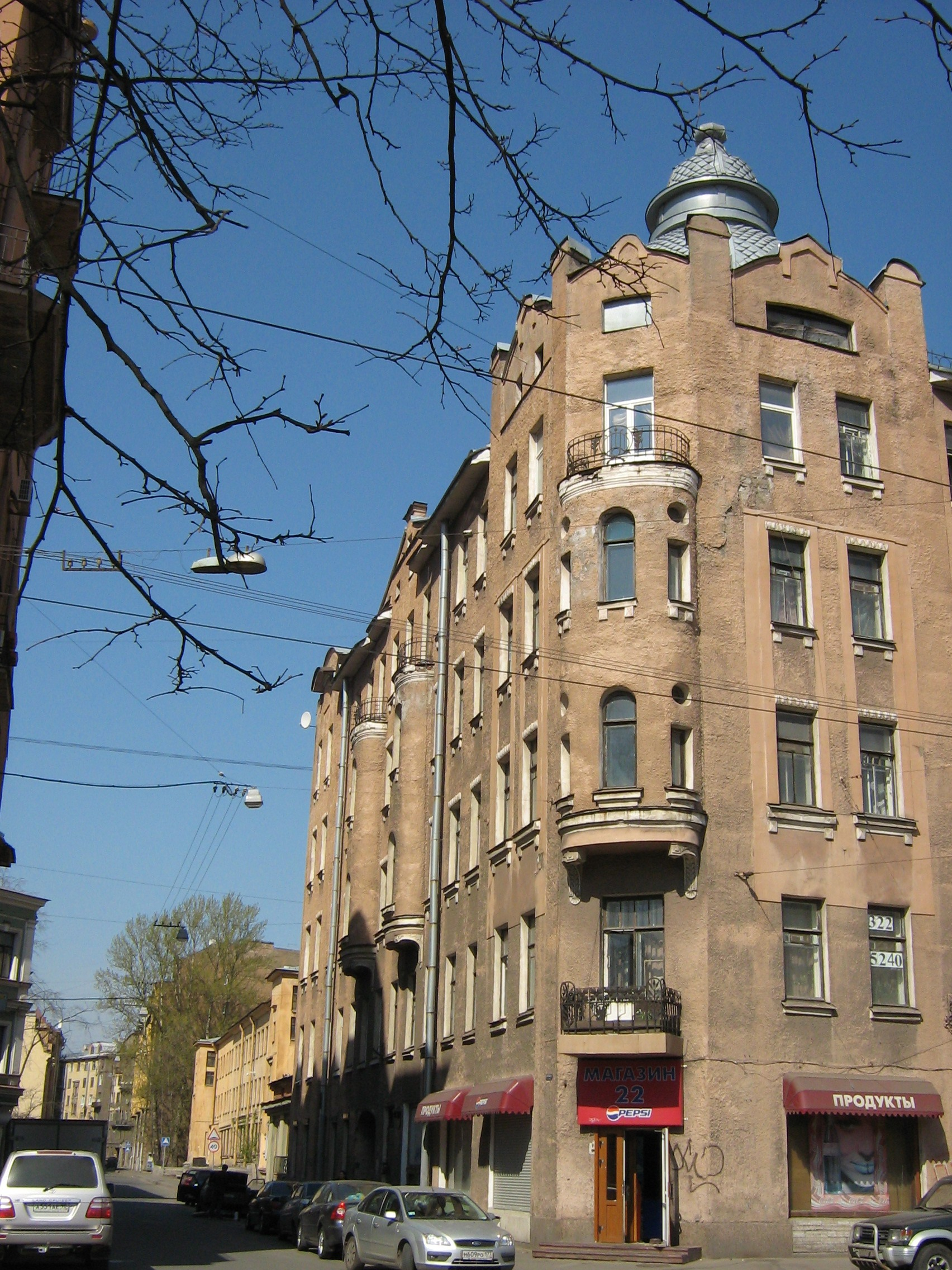
Начало Татарского переулка (дом 1) у Кронверкского проспекта

- улица Куйбышева и Троицкая площадь (Петроградская сторона) — начало проспекта.
- Конный переулок (начинается между домами 7 и 9).
- Крестьянский переулок (начинается между домами 9 и 13).
- Каменноостровский проспект (проходит между домами 15 и 21).
- Кронверкская улица (начинается между домами 35/1 и 45/2).
- Саблинская улица (оканчивается между домами 49 и 51).
- улица Маркина (начинается между домами 51 и 53).
- Введенская улица (оканчивается между домами 53/24 и 57/21).
- улица Лизы Чайкиной (оканчивается между домами 61 и 63).
- Съезжинская улица (оканчивается между домами 63 и 65).
- Татарский переулок (начинается между домами 65 и 69).
- Зверинская улица (оканчивается между домами 71 и 73).
- улица Блохина (начинается между домами 75/1 и 77/2).
- проспект Добролюбова (начинается за домом 79/1).
- Мытнинская набережная — окончание проспекта.